# Vlastimil Kroupa
Vlastimil Kroupa (* 27. April 1975 in Most, Tschechoslowakei) ist ein ehemaliger tschechischer Eishockeyspieler. Zuletzt spielte er zwischen 2008 und 2011 für seinen Heimatverein HC Litvínov in der tschechischen Extraliga auf der Position des Verteidigers. Während seiner Karriere war er für die San Jose Sharks und New Jersey Devils in der National Hockey League sowie die Moskitos Essen in der Deutschen Eishockey Liga aktiv.

## Karriere
Kroupa durchlief zunächst die Juniorenabteilung des HC Chemopetrol Litvínov. Nachdem er bereits im Alter von 17 Jahren in der Saison 1992/93 seine ersten Spiele in der höchsten tschechischen Spielklasse absolviert hatte, wählten ihn die San Jose Sharks im NHL Entry Draft 1993 in der zweiten Runde an 45. Stelle aus und holten ihn gleich nach Nordamerika. Zeitgleich hatten ihn auch die Tri-City Americans im CHL Import Draft als insgesamt elften Spieler gezogen, kamen aber wegen des sportlich höherwertigen NHL-Angebots nicht zum Zuge. Die folgenden vier Spielzeiten bis zum Ende der Saison 1996/97 verbrachte der Verteidiger zwischen dem NHL-Kader und den Minor-League-Farmteams der Sharks. Auch der Wechsel zu den New Jersey Devils im August 1997 brachte keine Änderung, da Kroupa weiterhin zumeist in den Farmteams eingesetzt wurde.
Nach fünf Spielzeiten in Nordamerika, in denen er nur 105 Spiele in der NHL bestritten hatte, wechselte der Tscheche im Herbst 1999 zurück nach Europa. Er unterschrieb einen Einjahresvertrag bei den Moskitos Essen in der DEL. Nach einem weiteren einjährigen Engagement beim HC Sparta Prag in der Saison 2000/01 kehrte er zu seinem Stammverein nach Litvínov zurück, wo er bis zum Sommer 2005 unter Vertrag stand. Von Beginn der Spielzeit 2005/06 bis zum Ende der Saison 2007/08 spielte er beim Ligarivalen HC Oceláři Třinec, ehe er nach Litvínov zurückkehrte.
2011 beendete er seine Karriere.

### International
Kroupa repräsentierte die tschechische Nationalmannschaft dreimal auf internationaler Ebene. Neben der Teilnahme an jeweils einer Junioren-Europameisterschaft und Junioren-Weltmeisterschaft spielte er bei der Senioren-Weltmeisterschaft 1997 und gewann die Bronzemedaille.

## Erfolge und Auszeichnungen
- 1993 Bronzemedaille bei der U18-Junioren-Europameisterschaft
- 1997 Bronzemedaille bei der Weltmeisterschaft
- 1998 AHL All-Star Classic